# Luca Covili
Luca Covili (ur. 10 lutego 1997 w Pavullo nel Frignano) – włoski kolarz szosowy.

## Osiągnięcia
Opracowano na podstawie:
2018
- 2. miejsce w Giro Valli Aretine

2022
- 24. miejsce w Giro d’Italia
  - 6. miejsce na 15. etapie

## Rankingi
| Rok             | 2017  | 2018  | 2019  | 2020  | 2021 | 2022 | 2023 | 2024 |
| --------------- | ----- | ----- | ----- | ----- | ---- | ---- | ---- | ---- |
| World Ranking   | 1685. | 2636. | 2066. | 1465. | 569. | 483. | 622. | 635. |
| UCI Europe Tour | 1087. | 1753. | 1350. | 1099. | 456. | 384. | -    | -    |
|                 |       |       |       |       |      |      |      |      |
| Źródło: UCI     |       |       |       |       |      |      |      |      |